# Pierre-François Muyart de Vouglans
Pierre-François Muyart de Vouglans était un avocat français du XVIIIe siècle.

## Biographie
Pierre-François Muyart de Vouglans nait à Moirans (Moirans-en-Montagne, Jura) le 12 octobre 1713 et est baptisé le 15 octobre suivant. Il est le fils de Claude François Muyard et d'Anne Josephe Le Courbe.
Il suit des cours de droit à l'université de Besançon puis devint avocat au parlement de Paris, en 1741. Il épouse en l'église Saint-Sulpice de Paris, le 3 juin 1745, Marie Françoise Luqueron, fille de Philippe Jérôme Luqeron, avocat au / en parlement décédé en 1705, et Françoise Adrienne Gaussen.
En 1766, il publie une Réfutation des principes hasardés dans le traité des délits et des peines, s'opposant ainsi aux idées de l'Italien Beccaria. Ceci lui attira l'ire de Voltaire : "l'avocat Vouglans est rigoureux. Quel terrible Welche !" ; et le même Voltaire de parler de lui comme "l'avocat de la barbarie".
Mais cette même année, Muyard de Vouglans intervient en faveur du chevalier de La Barre, condamné à mort, ce qui le fait ranger par le même Voltaire parmi les « huit avocats intrépides » signataires de cette consultation. Muyart et Voltaire partagent une même hostilité aux parlements (c'est le parlement de Paris qui a confirmé en appel la sentence de condamnation à mort du jeune chevalier de la Barre).
En 1771, Muyart de Vouglans devient conseiller dans le nouveau parlement de Paris établi par le chancelier Maupeou. En 1774, lors du rétablissement de l'ancien parlement, il devient conseiller au Grand Conseil.
En 1780, il publia son principal ouvrage, Les loix criminelles de la France dans leur ordre naturel.
En 1782, il devient veuf. Il se remarie l'année suivante avec Marie Henriette Cannet, amie d'enfance de Manon Phlipon, la future madame Roland, laquelle évoquera sa chère Henriette, mais également "le vieux de Vouglans" dans ses Mémoires[réf. souhaitée].
Pierre-François Muyart de Vouglans meurt à Paris le 15 mars 1791.
Merlin de Douai, rédacteur du code des délits et des peines du 3 brumaire an IV, avait "estime et intérêt" pour Muyart de Vouglans. [résumé de l'article d'Arnaud Vendryes  - Cf. bibliographie - rédigé par l'auteur].
Dans la Mansuétude des anciens juges, Victor Hugo écrira :
Sous leurs mains, l’os, le muscle, et l’ongle et le cheveu
Frémissaient, et, hurlant plus fort selon la fibre
Qui tressaille, et selon le nerf profond qui vibre,
Un homme devenait un clavier où Vouglans
Jouait de l’agonie avec ses doigts sanglants.
(Légende des siècles, III / XXIX )

## Œuvres
- Institutes au droit criminel (1757)
- Institutions criminelles selon les lois et ordonnances du royaume (1762)
- Réfutation des principes hasardés dans le "traité des délits et des peines" (1766)
  - Réfutation des principes hasardés dans le traité des délits et peines, Lausanne, Jean Desaint, 1767 (lire en ligne)
- Les Motifs de ma foi en Jésus-Christ (1776)
- Les loix criminelles du Royaume : dans leur ordre naturel, Mérigot, 1780 (lire en ligne)
- Lettre de l'auteur des "Loix criminelles", au sujet des nouveaux plans de réforme proposés en cette matière (1781)
- Lettre sur le système de l'auteur de "l'Esprit des loix", touchant la modération des peines (1785)
- Preuves de l'authenticité de nos évangiles (1785)